# Sigrid Artmann
Sigrid Artmann (* 20. September 1966 im oberbayrischen Mühldorf am Inn) ist eine deutsche bildende Künstlerin. Ihr Schwerpunkt liegt im Bereich der Kalligrafie, die sie mit Aspekten der Performance verbindet.

## Leben
Von 1981 bis 1984 machte Artmann eine Ausbildung zu Industriekauffrau in Oberbayern. Bis 1998 war sie als kaufmännische Angestellte im Vertrieb tätig, darunter im Bereich der Teamleitung. 1998 zog sie nach Ludwigsburg um und war von 1998 bis 2011 als Key Account Managerin beschäftigt. 1999 lernte sie ihren späteren Ehemann Alexander Friederich kennen, den sie 2005 heiratete.
Nach autodidaktischer Beschäftigung mit der Kalligrafie folgte ab 2004 eine Ausbildung durch einen Kalligrafie-Fernkurs bei Alexandra Remmes sowie Aus- und Fortbildungen bei Künstlern wie Gottfried Pott und Hans Maierhofer. Den größten Einfluss auf ihre späteren künstlerischen Entwicklungen hatten ihren Aussagen zufolge die Kalligrafen Yves Leterme und Brody Neuenschwander (Belgien) sowie Torsten Kolle (Deutschland).
Sigrid Artmanns erste Ausstellung Opiumschlummer und Champagnerrausch fand 2009 anlässlich des Schillerjahres im Rathaus Marbach am Neckar statt. Im selben Jahr gründete sie die Gruppe „Schriftkünstler Baden-Württembergs“ (SKBW). Regelmäßige Treffen, Organisation von Workshops, Exkursionen und eine Vernetzung unter Kalligrafen war das Ziel. 2015 gab sie die Organisation an Jacqueline Hester ab. Von 2009 bis 2015 war sie im Vorstand des Vereins Ars Scribendi e. V. Ab 2011 unternahm sie den Schritt in die freiberufliche künstlerische Tätigkeit, wobei sich eine enge Zusammenarbeit mit ihrem Mann ergab, einem gelernten Restaurator, der Rahmen für ihre Werke fertigte.
2013 gründete Artmann zusammen mit den Kalligrafinnen Ute Kreuzer und Andrea Wunderlich die Gruppe NEO3. Über die Künstlerin Angelika Flaig kam Artmann 2014 schließlich ins Künstlerhaus Stuttgart. Dort eröffnete sich die Zusammenarbeit mit Gwendolyn Isabel Rabenstein und Sibylle Möndel, und sie begann sich mit dem künstlerischen Siebdruck zu beschäftigen. 2017 rief sie mit drei anderen Frauen das Bühnenkollektiv „Nachtschwestern“ ins Leben. Mitglieder waren neben ihr Asgard († 2018) (Akkordeon), Angela Mohr (Autorin) und Isabel Eichenlaub (Cellistin).
Sigrid Artmann lebt in Ludwigsburg.

## Werk
Sigrid Artmanns Frühwerk ist geprägt durch grelle Farben, provokante Begriffe und eine plakative Formensprache mit starken Kontrasten, die sie in ungewohnte Beziehungen zueinander setzt. Im Werkzyklus Die Macht der Worte aus den Jahren 2016–2018 setzt sie sich mit Medien und ihrer Bedeutung auf das Denken und Handeln dieser Zeit auseinander. Spätere Werke sind großformatiger angelegt und nehmen den Umfang von Rauminstallationen ein, die zum Teil in Live-Performances entstehen.
Im Zuge der Debatten um in Europa nach asylsuchenden Menschen plante Artmann 2015 ihre erste Kunstperformance mit dem Titel no voice – letters act. Diese sollte im Württembergischen Kunstverein Stuttgart stattfinden, wurde jedoch von den Kuratoren dort abgelehnt. Artmann setzte diese Performance dann ungenehmigt vor dem Landtag Baden-Württemberg um. Denkmal Ludwigsburg folgte 2016. Erstmals wurden Experimente mit Champagnerkreide im öffentlichen Raum umgesetzt, indem sie Schrift großflächig auf Gehwegen auftrug.
Im Jahr 2019 entwickelte Artmann mit Querida Madre auf Lanzarote ein Werk im Genre der Rituellen Kunst, die sie in The Ritual im Jahr 2020 fortführte. Darin geht sie mit vorgefertigten Schriftrollen und -blättern in Dialog mit der Landschaft auf Lanzarote. In The Ritual legte sie 69 handgeschriebene „Liebesbriefe an die Majos“, die Ureinwohner der Insel, in der archäologischen Stätte von Zonzamas aus. Die Rituelle Kunst nach ihrem Verständnis ist eine nach vorgegebenen Regeln ablaufende, formelle und feierlich-festliche Handlung mit hohem Symbolgehalt. Sie wird von bestimmten Wortformeln und festgelegten Gesten begleitet. Ein ausgearbeitetes Zeremoniell begleitet die Vorbereitung, die Umsetzung und den Schlussakt der Installation. Nicht das fertige Kunstwerk ist das Ziel, vielmehr der repetitive performelle Akt. Dieses Ereignis wird in einen routinierten, immer wiederkehrenden Ablauf überführt. 
2019 besuchte Artmann die Ausstellung von Fabienne Verdier in Aix en Provence, durch deren großformatige Werke sie inspiriert wurde, in größeren Dimensionen zu arbeiten. Für die Umsetzung dieser neuen großformatigen Arbeiten mietete Artmann im März 2020 ein Gemeinschaftsatelier in Gerlingen an, wo u. a. der Werke zum Zyklus Beyond Words entstanden.
In der Covid-Zeit entstand eine Videoperformance im Rahmen des vom Goethe-Institut Russland ausgerichteten Festivals Typomania 2020 unter dem Titel Das unlesbare Konzept.
Ihren Werkzyklus Soul – Kalligraphische Notationen kaufte 2023 die Kunstsammlung der Akademie der Künste in Berlin an.
Daneben unterrichtet Sigrid Artmann Kalligrafie in Verbindung mit zeitgenössischer Kunst an Kunstakademien in Deutschland, Österreich und der Schweiz. Sie erkannte, dass ein intensives Lernen von historischen Schriften nicht in das Konzept der Erwachsenenbildung passte und entwickelte daraufhin eigene moderne Schriften, „Bold Beauty“ sowie etwas später „Bold Elegant“, deren Entwicklung sie zum Teil ihres Unterrichts machte.

## Ausstellungen (Auswahl)

### Einzelausstellungen
- 2015: chiffre X, Kulturrat Westerlo (Belgien)
- 2016: ein sicht, Zentrum für Psychiatrie Reichenau[18]
- 2018: exhibitionism, Städtische Galerie Filderstadt[19]
- 2018: Performance Unzensiert, Städtische Galerie Filderstadt
- 2018: Die Macht der Worte, Heimatmuseum Bartlhaus Pettenbach, Oberösterreich[20]
- 2019: Querida Madre, N 28*59‘11.7″ W 13*46’17.4″, Lanzarote[21]
- 2023: STUFEN, mit Andreas E. Furtwängler, Wasserschloss Bad Rappenau[22]
- 2024: notationen zusammen mit Sibylle Möndel, BBK Karlsruhe[23]

### Gruppenausstellungen
- 2013: 63. Kunstausstellung, Kunstverein Bayreuth[24]
- 2014: 2041. Endlosschleife, Württembergischer Kunstverein Stuttgart[25]
- 2014: 14_18, Kulturrat Ypern, Belgien
- 2014: Body-Shelter-Net, Künstlerhaus Stuttgart[26]
- 2015: Neo 3: Zeichen setzen, Kreishaus Ludwigsburg[27]
- 2016: Internationaler großer Preis der Kalligrafie, Westerlo, Belgien[28]
- 2017: urban art, Städtische Galerie „Altes Rathaus“ Wörth am Rhein[29]
- 2018: Fremde, Künstlerhaus Stuttgart
- 2018: Global Calligraphy Vienna, ReArte Galerie Wien[30]
- 2018: Internationaler großer Preis der Kalligrafie, Westerlo[31]
- 2019: Artbox-Project, Miami[32]
- 2019: Calligraphies in Conversation, San Francisco Center for the Book, San Francisco[33]
- 2019: schriftlich. bild, kalligrafie, zeichen, Dreiländermuseum Lörrach[34]
- 2020: Das unlesbare Konzept, Typomania Moscow International Festival, Moskau[35]
- 2022: Internationaler Großer Preis der Kalligrafie, Westerlo Belgien
- 2023 Achtung: enthält Leben, Klingspor Museum Offenbach

## Preise und Auszeichnungen
- 2013: Gregor Calendar Award für Aus nächster Nähe …
- 2014: Internationaler Großer Preis der Kalligraphie Westerlo Belgien 1. Platz[36]
- 2019: Gregor Calendar Award für Skripturen[37]
- 2019: red dot design award | X-Press-U: Projekt gemeinsam mit IST Metz, Nürtingen[38]
- 2020: German design award | Pad-Book: Projekt gemeinsam mit IST Metz, Nürtingen[39]
- 2021: Gregor Calendar Award für Stein Zeit der Rombold & Gfröhrer GmbH & Co. KG[40]

## Veröffentlichungen (Auswahl)
- mit Tanja Karipidis und Ingo Cesaro: Offnes Geheimnis. Verlag Tanja Karipidis, Ingo Cesaro, Erlangen 2013.
- SchreibART: kalligraphische Schrift-Experimente. Frechverlag, Stuttgart 2014, ISBN 978-3-7724-6296-2.
- SHOE UNIQUE. Frechverlag, Stuttgart 2015, ISBN 978-3-7724-7908-3.
- Mehr als nur ein Wort. Schrift als Gestaltungselement. Dr. Josef Raabe Verlags-GmbH, Stuttgart 2016.
- 100 überraschende Acrylideen. Frechverlag, Stuttgart 2017, ISBN 978-3-7724-8248-9.
- Artitueden, ein KunstWerkBuch. Künstlerbuch in limitierter Auflage (300). 2017.
- Calligraphy yourself: Dein Leben! Deine Kalligrafie! Frechverlag, Stuttgart 2018, ISBN 978-3-7724-8324-0.
- Überschrift... oder: eine Sprache in der Tiefe. In: Junge.Kirche. Band 79, Nummer 2, Februar 2018, S. 8–9 (online).
- Beyond Words. Künstlerbuch in limitierter Auflage (150). 2020.[41]
- SOUL. Kalligraphische Notationen. Künstlerbuch in limitierter Auflage (200). 2022, ISBN 978-3-00-072146-5.[42]
- MANU SKRIPT. Inspiration Archiv. Ein kalligrafischer Dialog mit dem Staatsarchiv Stuttgart. Stuttgart 2024, ISBN 978-3-00-078700-3.